# Дембаев, Бейкутбай
Бейкутбай Дембаев (1916—1989) — полный кавалер Ордена Славы, участник Великой Отечественной войны, наводчик 76-мм орудия 43-го отдельного гвардейского истребительно-противотанкового дивизиона 39-й гвардейской стрелковой дивизии, гвардии старшина.

## Биография
Бейкутбай Дембаев родился 10 мая 1916 года в селе Нарынкол (ныне Нарынкольского района Алматинской области), (Казахстан) в семье крестьянина. Казах. До армии окончил 5 классов и курсы трактористов, работал механизатором в колхозе. В РККА призван в октябре 1939 года. На фронте — с августа 1941 года.
Наводчик 76-мм орудия 43-го отдельного гвардейского истребительно-противотанкового дивизиона 39-й гвардейской стрелковой дивизии (8-я гвардейская армия, 1-й Белорусский фронт) особо отличился в боях за освобождение Польши и при штурме Берлина.
Гвардии сержант Б. Дембаев 1 августа 1944 года, при форсировании реки Висла в районе Скурча-Вильчковице (8 км юго-восточнее города Варка, Польша) подавил миномётную батарею и пулемёт. 7 августа 1944 года награждён Орденом Славы 3-й степени.
5 августа 1944 года, около населённого пункта Утники (Радомское воеводство, Польша), при отражении контратаки врага подбил танк и уничтожил много солдат противника. 26 октября 1944 года награждён Орденом Славы 2-й степени.
Во время уличных боёв в городе Берлине находился в боевых порядках пехоты. Прямой наводкой поразил 8 пулемётов врага, много вражеских солдат и офицеров, подавил миномётную батарею, разрушил здание, в котором размещался опорный пункт противника. 15 мая 1946 года награждён Орденом Славы 1-й степени.
В марте 1946 старшина Бейкутбай Дембаев демобилизован. Вернулся в родное село. Работал в колхозе бригадиром тракторной бригады, механиком. Умер 23 декабря 1989 года.

## Награды
- Орден Отечественной войны I степени. Указ Президиума Верховного Совета СССР от 11 марта 1985 года.
- Орден Красной Звезды. Приказ командира 39 гвардейской стрелковой дивизии № 0128/н от 5 февраля 1945 года.
- Орден Славы I степени (№ 2664). Указ Президиума Верховного Совета СССР от 15 мая 1946 года.
- Орден Славы II степени (№ 4192). Приказ Военного совета 8 гвардейской армии № 395/н от 26 октября 1944 года.
- Орден Славы III степени (№ 126407). Приказ командира 39 гвардейской стрелковой дивизии № 77/н от 7 августа 1944 года.
- Медаль «За отвагу». Приказ командира 39 гвардейской стрелковой дивизии № 8/н от 22 мая 1944 года.
- Медаль «За отвагу». Приказ командира 39 гвардейской стрелковой дивизии № 9/н от 29 июля 1944 года.
- Медаль «За оборону Сталинграда». Указ Президиума Верховного Совета СССР от 22 декабря 1942 года.
- Медаль «За победу над Германией в Великой Отечественной войне 1941—1945 гг.». Указ Президиума Верховного Совета СССР от 9 мая 1945 года.
- Медаль «За взятие Берлина». Указ Президиума Верховного Совета СССР от 9 июня 1945 года.
- Другие медали СССР.